# آآ ودلیانا
آآ ودلیانا (نام علمی: Aa weddelliana) نام یک گونه از سرده آآ است. این گونه در پرو و آرژانتین یافت می شود.